# Nervilia nipponica
Nervilia nipponica är en orkidéart som beskrevs av Tomitaro Makino. Nervilia nipponica ingår i släktet Nervilia och familjen orkidéer. Inga underarter finns listade i Catalogue of Life.